# 夢幻遊戲
《夢幻遊戲》（日語：ふしぎ遊戯）是渡瀨悠宇的日本漫畫作品，於1992年到1996年連載發行，單行本全18冊。後來從2003年起，又開始連載前傳《夢幻遊戲 玄武開傳》，2013年2月完結。2008年五月推出遊戲《夢幻遊戲 朱雀異聞》。2017年再次開始連載新作《夢幻遊戲 白虎仙記》

## 概要
故事中的國家與角色都是中國風，以四神和二十八星宿為基礎，描述誤入《四神天地書》世界的女主角們分別成為四個不同國家裡代表該國所屬之神的巫女。女主角們必須集結自己所屬的七星士，召喚出神明（神獸）拯救國家。其中，女主角夕城美朱被當作是紅南國的“朱雀巫女”，而美朱與自己手下“朱雀七星士”之一鬼宿發展出一段戀愛故事。

## 登場角色
夕城美朱
聲 - 荒木香惠 / 廣播劇版：日高範子 / 台灣：王中璇 / 香港：劉惠雲
年齡 - 15歲（第一部：中學3年生→第二部：高中1年生）
生日 - 5月12日出生（金牛座）、血型 - B型
主角。一個普通的女生，被朱雀引導進入圖書館的禁區，和好友小唯一起打開一本禁書《四神天地書》，小唯讀到一半問美朱時竟然兩人都被吸進書內，掉入紅南國。美朱為了救紅南國而成為朱雀巫女，與朱雀七星士之一鬼宿相戀，從此擔負起守護紅南國的使命，尋找集結朱雀七星士，並且召喚出朱雀。
非常不願面對要與小唯敵對這件事。胃口非常的大，卻怎麼吃也吃不胖。戰鬥力極高，不過很少打人。後期由於小唯呼喚青龍實現第三個願望重新呼喚朱雀，讓獲得力量的美朱得以救回小唯，修復雙方的友誼。
後來與轉生至現代的鬼宿（宿南魏）結婚。
本鄉唯
聲 - 冬馬由美 / 廣播劇版：山崎和佳奈 / 台灣：呂佩玉 / 香港：呂慕慈→（25集起）王夢華
年齡 - 15歲（第一部：中學3年生→第二部：高中1年生）
生日 - 10月26日出生（天蠍座）、血型 - AB型
她是和美朱一同長大的好朋友，頭腦聰明，懂中文，卻也在與美朱一同看四神天地書時受牽連進入《四神天地書》的世界，認識並喜歡了鬼宿，但很快便被迫離開了《四神天地書》。發現美朱還在書裡，便一直讀著《四神天地書》，用身上的制服與美朱聯繫，幫助她回到現實世界。
及後為救美朱離開《四神天地書》而掉在俱東國。美朱回來後卻離開圖書館，且將與小唯聯繫的制服脫掉。無助的小唯一個人徘徊在俱東國，遭到兩個流氓侵犯，向美朱求救卻得不到回應。但那兩名流氓向小唯下手時就被心宿攻擊殺死了。
以為自己被玷汙的小唯，被心宿利用。撞見美朱與鬼宿的對話，美朱說是因為想念鬼宿才回到《四神天地書》裡，令小唯覺得美朱背叛了她。埋怨美朱無視她的求救，難過自己得到這些際遇，而成為青龍巫女，決意打倒美朱。但其實她心裡非常喜歡美朱這個朋友。在美朱遭遇危險時心裡也是擔心著，只是自己不承認。最後在喚出青龍後，第一願望便是禠奪朱雀的力量，第二個願望便是把自己和美朱送回現實世界，分開美朱和鬼宿。不幸地鬼宿亦同時來到了現實世界。最後覺悟到心宿其實一直都只是利用自己，決定利用第三個願望幫助美朱喚出朱雀。接著小唯就被青龍吞噬了，不過隨即美朱便利用朱雀力量使用第一願望把小唯救回，所以到最後二人又成為好朋友。
性格方面，處事較一般十五歲女孩子成熟，每件事處理亦能顯出其自信。待人接物有熱情，雖然表面上十分自信，但心底很希望得到人照料。
夕城奎介
聲 - 三木真一郎 / 廣播劇版：飛田展男/ 台灣：于正昇/ 香港：羅偉亮→劉文光
生日 - 1月3日出生（魔羯座）、血型 - B型
美朱之兄，知道美朱陷於《四神天地書》世界，因而在書外極力為她奔走。大學主修中國哲學，所以懂中文。經常因為沒有女朋友而煩惱。
梶原哲也
聲 - 成田劍 / 廣播劇版：森川智之 / 台灣：于正昌（第29話、第30話）、官志宏（第30話以後）/ 香港：陳旭明
生日 - 9月21日出生（處女座）、血型 - B型
奎介的朋友，當得知美朱和小唯在書中的事以來就很積極地幫奎介尋找《四神天地書》的由來。後來成為小唯的男友。

### 朱雀　紅南國
鬼宿 / 琮鬼宿
聲 - 綠川光 / 廣播劇版：關俊彥 / 電玩：宮野真守 / 台灣：于正昇 / 香港：陳廷軒
字 - 在額上的「鬼」字
年齡 - 17歲、身高 - 180cm、體重 - ― kg
生日 - 6月28日出生（巨蟹座）、血型 - O型
美朱所找到的第一個七星士，也是與美朱相戀的人。出身於紅南國的農村，因為家貧而相當愛錢。小時候因為額上的字時常遭到其他孩子嘲笑為鬼怪，在一次因緣巧合之下拜奎宿為師。是家中最年長的孩子，幫忙照顧年幼的弟妹，在出發到北甲國之前回家探望，卻發現自己的家人全都遭到角宿用流星錘殘忍殺害。在朱雀喚出後，轉化為真正現代的人物──宿南魏，與美朱結婚。
宿南魏
年齡 - 18歲（生日、身高、血型和鬼宿相同）
鬼宿轉世的身姿。
星宿 / 彩賁帝
聲 - 子安武人 / 廣播劇版：松本保典 / 電玩：小西克幸 / 台灣：官志宏 / 香港：劉昭文
字 - 在左頸上的「星」字
年齡 - 18歲、身高 - 182cm、體重 - ― kg
生日 - 4月2日出生（白羊座）、血型 - A型
紅南國的皇帝。專長是劍術。他從小就聽說朱雀巫女即將降臨，因此對巫女頗為嚮往戀慕，也單戀美朱，一直守護著美朱。後來在18歲那一年迎娶了皇后楊鳳綺，雖然單戀著美朱，但是對鳳綺依然極為溫柔，後來心宿領著俱東軍隊攻打紅南國，星宿親自帶兵前往迎戰（當時鳳綺已經懷有繼承人），星宿最後為了阻擋心宿入侵美朱的世界而和心宿戰鬥，雖然成功的擊退了心宿，但是也已經受到重傷。臨死前，拿出了當初大家一起拍攝的那張照片，再對美朱說了一聲：「我愛你」之後就與世長辭了。後在現世美朱與心宿決戰時借用娘娘的身體保護美朱，並於OVA第二部以靈魂形式登場。
柳宿 / 迢柳娟
聲 - 坂本千夏 / 廣播劇版：高山南 / 電玩：皆川純子 / 台灣：呂佩玉 / 香港：曾佩儀
字 - 在左胸上的「柳」字
年齡 - 18歲、身高 - 166cm、體重 - ― kg
生日 - 3月10日出生（雙魚座）、血型 - B型
貌美似女子的男人。擁有異於常人的怪力。其妹康琳因車禍死去，原本預定入宮，於是他代妹入宮（柳宿覺得這樣才感受得到康琳的存在），竟因此暗戀星宿，嫉妒美朱。後來發現自己喜歡女的，和美朱成為好友，後來更愛上她。一心想守護美朱，最後在去北甲國尋找神座寶的時候，與青龍七星士尾宿激戰並受了重傷，本來不會死的，但因為身負重傷移開了擋在洞口的巨大岩石，就在鬼宿和美朱的陪伴下含笑而死，是朱雀七星中第一位光榮犧牲的人。後在現世美朱與心宿決戰時借用娘娘的身體保護美朱，並於OVA第二部以靈魂形式登場。
井宿 / 李芳准
聲 - 關智一 / 廣播劇版：山口勝平 / 電玩：宮田幸季 / 台灣：呂佩玉、于正昌（第27話～第30話）香港：李建良
字 - 在右膝上的「井」字
年齡 - 24歲、身高 - 175cm、體重 - ― kg
生日 - 5月21日出生（金牛座）、血型 - ― 型
是個神祕的僧侶，因臉上有傷痕而帶著微笑面具，擅長法術。不但會變身，還會隱身術、瞬間移動。在18歲那一年，親眼目睹了好友和未婚妻背叛他，氣憤之下失手害死了好友飛皋，並且因為意外的被流木刺瞎了自己的左眼，這件事一直是他心中永遠的傷痛。與翼宿兩人是朱雀七星士最後的生存者（不包含轉世到美朱世界的鬼宿）。
翼宿 / 侯俊宇
聲 - 神奈延年 / 廣播劇版：矢尾一樹 / 電玩：鳥海浩輔 / 台灣：孫中台、（第25話～第30話） / 香港：葉偉麟→劉文光
字 - 在右手臂上的「翼」字
年齡 - 17歲、身高 - 178cm、體重 - ― kg
生日 - 4月18日出生（白羊座）、血型 - B型
綽號幻狼，因為受到姊姊的欺負憤而跑到厲閣山上當起山賊，在原本的老頭目去世之後就接下了頭目的位子，後來讓好友攻兒代理頭目，自己則跟著美朱他們踏上冒險之旅。擅長鐵扇火燄攻勢。平日是個熱血青年，但是出身女系家族的他（在他家中除了他自己以外還有一個不怎麼醒目的父親），一遇到女人就沒輒，但是對他而言美朱是個相當特別的存在。他與井宿兩人是朱雀七星士最後的生存者（不包含轉世到美朱世界的鬼宿）。在OVA2第二集從河裡把美朱救起，當時美朱無呼吸心跳，翼宿一時非常緊張，看著美朱的臉龐，之後決定對美朱做口對口人工呼吸救回美朱，之後翼宿鬆了一口氣，撫摸著美朱的臉龐並臉紅還看著美朱的唇，因為前一刻的口對口呼吸的感覺就像是接吻，讓翼宿有著特別的感覺，也在那一刻愛上了美朱。
軫宿 / 妙壽安
聲 - 石井康嗣 / 廣播劇版：小杉十郎太 / 電玩：三宅健太 / 台灣：孫中台、于正昌（第28話～第30話） / 香港：劉昭文
字 - 在左手掌上的「軫」字
年齡 - 22歲、身高 - 199cm、體重 - ― kg
生日 - 5月7日出生（金牛座）、血型 - O型
醫生，左手有某種治癒力。他原先有一名叫少華的戀人，卻因無法救治少華的生命而悔恨終生，亦因自己無法救回柳宿和張宿而內疚。後來在戰場上被房宿的落雷擊中而受傷，又為了救助傷患而耗費了相當的力量，最後在拯救了一位名為少華的小女嬰之後力竭而死。後在現世美朱與心宿決戰時借用娘娘的身體保護美朱，並於OVA第二部以靈魂形式登場。
張宿 / 王道煇
聲 - 川上倫子 / 廣播劇版：折笠愛 / 電玩：木村亞希子 / 台灣：王中璇 / 香港：曾佩儀
字 - 在右腳上的「張」字
年齡 - 13歲、身高 - 148cm、體重 - ― kg
生日 - 3月19日出生（雙魚座）、血型 - A型
是最晚出現也是年紀最小的朱雀七星士。他是個極為聰明的小孩，一直希望自己能快點長大成為強壯的青年，在西廊國的時候遭到了箕宿控制（差點召喚魔物殺掉美朱他們）最後用自己的意志力抵抗，可是箕宿不願走出張宿的身體，最後張宿為不讓同伴受傷而用法器刺入自己胸口和箕宿一同結束了生命。原本以軫宿的能力是可以治癒張宿的，可是張宿不讓軫宿給他醫治，因為如果張宿被救，在張宿體內的箕宿也會隨之復原。後在現世美朱與心宿決戰時借用娘娘的身體保護美朱，並於OVA第二部以靈魂形式登場。
太一君
聲 - 京田尚子 / 廣播劇版：水原凜 / 電玩：葛西佐紀 / 台灣：呂佩玉/ 香港：？→（25集起）羅嘉玲
是住在太極山的仙人，時常幫助朱雀七星士，實際上是天帝，老婆婆則是他對人用的假相。
娘娘
聲 - 冰上恭子
朱雀星君
聲 - 成田劍
四神之一，有著鮮紅的髮絲，在髮尾部分顏色漸漸轉為金黃，額上有著朱雀的印記，盔甲顏色紅綠相間，背後有著和頭髮同色的巨大翅膀，容貌俊秀，答應了讓鬼宿轉生的願望，因此耗費大量的法力，讓魔神乘虛而入，有時會冒出可愛的對話：「你的胸部會發出音樂?」。最後因為美朱和魏的幫助而重獲新生，主要掌管愛情，特徵是火焰，又被稱為鳳凰，會一次次的在火焰中重生。
少華
聲 - 榊原良子 / 電玩：片貝愛子/ 香港：？→（25集起）羅嘉玲
軫宿的戀人。
結蓮
聲 - 岡村明美 / 電玩：和田加代
鬼宿的最年幼的妹妹，被角宿殺害，死前為美朱做了一條頸飾作與鬼宿的定情物。
忠榮
聲 - 龜井芳子 / 電玩：菊池心）
鬼宿的弟弟，被角宿殺害，十分懂事，鬼宿不在家時，是由他照顧弟妹，死前用菜刀保護著弟妹。
鳳綺
聲 - 坂本千夏 / 廣播劇版：高山南
本姓楊，是星宿的皇后。長相與聲音都與柳宿極為相似，星宿死後生下一子芒辰，後來被尊為太后。
芒辰
聲 - 矢島晶子
星宿與鳳綺所生之子。出生之後兩年還沒說過一句話，直至星宿借魏的身體跟芒辰相認後才開始說話。在永光傳裡是紅南國第五代皇帝禮清帝。
迢呂侯
聲 - 井上和彥
柳宿的哥哥。從年幼時一直都懦弱怕事，被其他人欺負時都是靠弟妹們保護。一直擺脫不了柳宿戰死的事實，直至到魏來到柳宿家尋找記憶之石一事後才振作起來。

### 青龍　倶東國
心宿 / 亞由路
聲 - 古澤徹 / 廣播劇版：置鮎龍太郎 / 電玩：成田劍 / 台灣：官志宏、王中璇（少年） / 香港：羅偉亮→李錦綸（16集起）→翟耀輝（25集起）
字 - 在額上的「心」字
年齡 - 25歲、身高 - 193cm、體重 - ― kg
生日 - 11月17日出生（天蠍座）、血型 - ― 型
是藍眼金髮的異族人（品族人），少年時因自己的金族被俱東國侵略，再加上親眼看著母親被俱東國士兵強姦，自少就有復仇的心態，因機緣巧合下，淪為俱東皇帝的孌童，受到寵愛而得到相當大的軍權。個性冷靜沉著，近乎無感情，行事手段狠毒。最後從書中出來，到了美朱的世界，被鬼宿殺死，死前改邪歸正，在原作續篇的OVA第二部中透過給小唯的耳環保護她。能力是操縱氣。
亢宿 / 武亢德
聲 - 上田祐司 / 廣播劇版：岩永哲哉 / 電玩：柿原徹也 / 台灣：于正昇、孫中台（第37話以後） / 香港：李錦綸→翟耀輝
字 - 在右肩上的「亢」字
生日 - 8月26日出生（處女座）、血型 - A型
是角宿的雙胞胎哥哥。擅長吹笛，笛音可使人瘋狂。一度假冒張宿，期間被美朱感動，後來事敗，投河被救。然後假裝失去記憶，以「懷可」之名活下去，有一次，美朱摔了下崖，亢宿救了她，在美朱面前假裝失去記憶，最後被識破。美朱被氐宿攻擊時，亢宿也一直保護著她，他還希望一出生就是朱雀七星士之一，可是角宿找到了他，讓他喝下「忘卻草」（一種藥草，喝下汁液會失去記憶）汁，真正的失去記憶。實際上是個很疼弟弟的好哥哥，是青龍七星中唯一的生存者。
角宿 / 武俊角
聲 - 上田祐司 / 廣播劇版：岩永哲哉 / 電玩：柿原徹也 / 台灣：孫中台、（第25話～第30話）于正昇（第37話以後）/香港：李建良
字 - 在左肩上的「角」字
生日 - 8月26日出生（處女座）、血型 - A型
是亢宿的雙胞胎弟弟。擅使流星鎚，以為亢宿被朱雀七星士殺害，再加上心宿唆擺下，利用流星鎚殺害鬼宿的家人。和哥哥不一樣的是很意氣用事，個性暴躁。暗戀小唯，欲為她除去美朱，因此來到美朱的世界，最後被鬼宿殺死，死時還一直抓緊小唯給他作媒介的蝴蝶結。
房宿 / 白花婉
聲 - 田中敦子 / 廣播劇版：折笠愛 / 電玩：本名陽子 / 台灣：王中璇、呂佩玉（第36話以後） / 香港：羅嘉玲
字 - 在左大腿上的「房」字
生日 - 10月30日出生（天蠍座）、血型 - O型
長相美豔。擅長以電磁雷極攻擊人，另一方面精於房中術。年幼時被賣到妓院，曾蒙心宿搭救，從此對他愛慕不已，最後在俱東紅南之戰時為救心宿而被翼宿的飛刀刺死。
氐宿 / 藝名：羅軍
聲 - 飛田展男 / 電玩：中村悠一 / 台灣：官志宏 / 香港：劉昭文
字 - 在右下腹的「氐」字
生日 - 10月13日出生（天秤座）、血型 - AB型
頗具男色，對心宿仰慕。擅用蜃氣樓之類的幻術，操縱他人進入幻影世界。因此心宿一度命他將美朱拐到蜃的世界並色誘之，因為想殺害亢宿而被角宿殺害。
尾宿
聲 - 大友龍三郎 / 電玩：乃村健次 / 廣播劇版：古田信幸 / 台灣：孫中台/ 香港：陳旭明
字 - 在右腰上的「尾」字
生日 - 11月21日出生（天蠍座）、血型 - ― 型
會化身為狼。母親是罪人，而他因有狼的血統被送到馬戲團，被心宿帶走。在北甲國時殺害柳宿，但尾宿人類的形態亦被柳宿殺死，因此變成狼並帶走玄武神座寶，但最後仍被心宿殺死。
箕宿
聲 - 中澤綠 / 電玩：山內奈緒 / 台灣：呂佩玉 / 香港：王夢華
字 - 在衣襟一帶的「箕」字 ，在白虎異聞篇中本來的身體在後頸上的「箕」字
生日 - 12月4日出生（射手座）、血型 - ― 型
各種資料都是謎的青龍七星士，以寺院法師身份登場。因為運用了太多邪術，自己原本的身體一早已經失去了，所以登場時的身體不是他的。靈魂可以進入他人的肉身，也可以操縱妖魔蠱毒。最後在附身張宿身上時，被張宿意志力克制，兩人同歸於盡。在不思議遊戲 白虎仙記白虎異聞篇中以原本的樣子登場，是最早誕生的青龍七星士。

### 白虎　西廊國
※未在本作中登場的角色請參照夢幻遊戲 白虎仙記
大杉鈴乃
聲 - 中澤綠 / 台灣：王中璇 / 香港：曾佩儀
白虎巫女。父親是高雄。與婁宿是相愛的關係，不過向白虎許願停留在西廊國的事沒有被實現，發誓生死都互相在一起後返回現實世界。回想是身穿水手服，梳著雙辮子的女學生。
婁宿 / 卡撒魯・周聶
聲 - 山野井仁 / 電玩：楠田敏之 / 台灣：官志宏 / 香港：劉昭文
字 - 在右手手背上的「婁」字
生日 - 3月21日出生（白羊座）、血型 - A型
擅長操縱植物的白虎七星士。個性溫柔沉穩，與鈴乃相戀，可惜鈴乃最後還是難敵天意，被逼與她分別。鈴乃離開天地書後，婁宿自願成為白虎神座寶的守護者，並在昴宿及奎宿的幫助下維持二十多歲的外貌，活了一百多年。其後在協助美朱取得神座寶時被與箕宿戰鬥過激導致油盡燈枯，終告身亡。在書中逝世的同時，也正是書外老年鈴乃過世的時候。
昴宿 / 道玲・哈姆
聲 - 土井美加 / 台灣：呂佩玉 /  香港：羅嘉玲
字 - 在左乳上的「昴」字
生日 - 5月1日生（金牛座）、血型 - O型
白虎七星士，與奎宿是夫妻。可以任意的操縱時間。當朱雀一行來到西廊國找白虎神座寶的時候以操縱時間的能力把自己返老還童回去十七歲的身體，協助他們阻止唯召喚青龍。
奎宿 / 蘭拔・哈姆
聲 - 石井康嗣（年老期）、志賀克也（年輕期） / 台灣：孫中台 / 香港：陳旭明
字 - 在左頰的「奎」字
生日 - 11月11日出生（天蠍座）、血型 - B型
白虎七星士，與昴宿是夫妻。擅長點穴之術，利用耳環作攻擊武器，也會瞬間移動。唯對女色沒有辦法，曾經因為過分好色而被昴宿趕出家門。在周遊四正國的時候遇上當時經常被欺凌的鬼宿，是鬼宿的武術、啟蒙老師。當朱雀一行來到西廊國找白虎神座寶的時候藉助昴宿的力量返回十九歲的身體，協助他們阻止唯召喚青龍。
西紡
聲 - 中泽绿/ 香港：曾佩儀
奎宿和昴宿的養女也是其中一位白虎七星士的後代，是一個美人兒，喜歡著鬼宿。

### 玄武　北甲國
※未在本作中登場的角色請參照夢幻遊戲 玄武開傳
奧田多喜子
聲 - ：田中敦子（僅夢幻遊戲第一部OVA） / 雪野五月（玄武開傳廣播劇CD及遊戲系列）
年齡 - 17歲、身高 - 154cm、體重 - ― kg
生日 - 9月22日出生（處女座）、血型 - O 型
四正國最初的巫女，玄武巫女。喚出玄武，為北甲國帶來永遠的和平，留下神座寶後回到現實世界，因為不堪玄武吞噬其身體，而被父親殺死。（后作改为父亲自杀时心脏同时停止跳动。）回想是身穿和服裙子的時髦風格少女。
虛宿 / 馳眸可・旦
聲 - 岩永哲哉 (電視版及玄武開傳廣播劇CD及遊戲系列) / 廣播劇版：堀川亮 / 台灣：孫中台 / 香港：劉昭文
字 - 在背後的「虛」字
年齡 - 16歲、身高 - 173cm、體重 - ― kg
生日 - 2月14日出生（水瓶座）、血型 - ― 型
玄武七星士。擅長使用“冰”，也擅長於弓術。死後成為玄武神座寶的守護者之一。與斗宿是結拜義兄弟。
斗宿 / 艾蒙達多
聲 - 檜山修之 (電視版及玄武開傳廣播劇CD及遊戲系列) / 廣播劇版：辻谷耕史 / 台灣：官志宏 / 香港：陳旭明
字 - 在右眼的「斗」字
年齡 - 21歲、身高 - 184cm、體重 - ― kg
生日 - 12月16日出生（射手座）、血型 - O 型
玄武七星士。擅長使用“水”，之後會使用“冰”。右眼的「斗」字可以讓斗宿及看他右眼的人探出被看之人心裡埋沒的記憶及心聲。由於這會帶給人們很大麻煩，因此斗宿平時都要用繃帶或眼罩蓋住右眼。斗宿稱他右眼的能力為「視鏡監」。死後成為玄武神座寶的守護者之一。與虛宿是結拜義兄弟。

### 天罡和地煞四天王
原作第二部（OVA2）的故事。
天罡
聲 - 小杉十郎太 / 廣播劇版：鹽澤兼人
魔神也，本為皇太子，但心術不正，誤入魔道，成為魔神。可以吸收別人的負面情緒作為能力。本被四神封印，但朱雀為使鬼宿轉生而令力量減弱，而朱雀石璧亦遭破壞，令天罡得以衝破封印，再次消滅世界。為人冷酷無情，殺人一點也不眨眼，比心宿更殘忍，最後被美朱一行人召喚的朱雀合力四神之力而被再次封印。
祀行斂 / 斂芳
聲 - 石田彰
魅嵩的弟弟。神代魅之弟，因姊弟戀不為世人接受而被迫至未路，受天罡影響，死後卻因怨恨而墮入魔道淪為魔物。為地煞四天王之一。他擅於利用眼睛控制別人的意志與靈魂。
神代魅 / 魅嵩聲 - 天野由梨）
斂芳的姊姊。祀行斂之姊，因姊弟戀不為世人接受而被迫至未路，同樣受天罡影響，死後卻因怨恨而墮入魔道淪為魔物。為地煞四天王之一。她擅於利用人的血而做成人偶，控制他們。
旱鬼・飛皋
聲 - 高木涉
八年前，因與井宿的未婚妻發生感情，而被井宿殺死，所以怨恨太深而墮入魔道，成為地煞四天王之一。他擅於操縱水。
俑帥
聲 - 遠近孝一
地煞四天王，擅於操縱線，並利用線把人控制成自己的玩偶。

### 其他角色
榊真夜
聲 - 野田順子/ 香港：程文意
夢幻遊戲 外傳7～8 －永光伝－及OVA3的主角、朱雀第二代巫女。
鳳圓
遊戲夢幻遊戲 朱雀異聞的主角。朱雀巫女。
冰室深咲
聲 - 小野涼子
遊戲夢幻遊戲 朱雀異聞的主角的青梅竹馬。青龍巫女。
土默勒
聲 - 西松和彥
遊戲夢幻遊戲 朱雀異聞的角色。

## 神座寶
召喚神獸出來以後，會有出現有神力寄宿的神座寶。後來青龍巫女本鄉唯就是利用當年玄武與白虎兩巫女留下的神座寶，召喚出青龍。
- 玄武：是安魯巫尊師送給多喜子的首飾，是用來與玄武壁宿溝通的媒介。
- 白虎：白虎召喚時，鈴乃所持有的鏡子。
- 青龍：於外傳小說《三寶傳》裡是青龍召喚時小唯所帶著外型像眼淚的耳環。
- 朱雀：戒指。永光傳中則是美朱的胎兒。

## 出版書籍
| 冊數 | 小學館         | 小學館             |
| 冊數 | 發售日期       | ISBN               |
| ---- | -------------- | ------------------ |
| 1    | 1992年5月26日  | ISBN 4-09-134351-1 |
| 2    | 1992年8月21日  | ISBN 4-09-134352-9 |
| 3    | 1992年11月26日 | ISBN 4-09-134353-8 |
| 4    | 1993年1月26日  | ISBN 4-09-134354-6 |
| 5    | 1993年4月26日  | ISBN 4-09-134355-4 |
| 6    | 1993年7月26日  | ISBN 4-09-134356-2 |
| 7    | 1993年10月26日 | ISBN 4-09-134357-0 |
| 8    | 1994年1月26日  | ISBN 4-09-134358-9 |
| 9    | 1994年4月26日  | ISBN 4-09-134359-7 |
| 10   | 1994年7月26日  | ISBN 4-09-134360-0 |
| 11   | 1994年10月26日 | ISBN 4-09-136221-4 |
| 12   | 1995年1月26日  | ISBN 4-09-136222-2 |
| 13   | 1995年4月26日  | ISBN 4-09-136223-0 |
| 14   | 1995年7月26日  | ISBN 4-09-136224-9 |
| 15   | 1995年10月26日 | ISBN 4-09-136225-7 |
| 16   | 1996年1月26日  | ISBN 4-09-136226-5 |
| 17   | 1996年4月25日  | ISBN 4-09-136227-3 |
| 18   | 1996年7月26日  | ISBN 4-09-136228-1 |

| 冊數 | 小學館         | 小學館             | 尖端出版社     | 尖端出版社            |
| 冊數 | 發售日期       | ISBN               | 發售日期       | ISBN                  |
| ---- | -------------- | ------------------ | -------------- | --------------------- |
| 1    | 2001年9月20日  | ISBN 4-09-138731-4 | 2018年12月11日 | ISBN 978-957-107681-2 |
| 2    | 2001年9月20日  | ISBN 4-09-138732-2 | 2018年12月11日 | ISBN 978-957-107682-9 |
| 3    | 2001年10月20日 | ISBN 4-09-138733-0 | 2018年12月11日 | ISBN 978-957-107683-6 |
| 4    | 2001年11月26日 | ISBN 4-09-138734-9 | 2018年12月11日 | ISBN 978-957-107684-3 |
| 5    | 2001年12月20日 | ISBN 4-09-138735-7 | 2018年12月11日 | ISBN 978-957-107685-0 |
| 6    | 2002年1月20日  | ISBN 4-09-138736-5 | 2018年12月11日 | ISBN 978-957-107686-7 |
| 7    | 2002年2月26日  | ISBN 4-09-138737-3 | 2018年12月11日 | ISBN 978-957-107687-4 |
| 8    | 2002年3月26日  | ISBN 4-09-138738-1 | 2018年12月11日 | ISBN 978-957-107688-1 |
| 9    | 2002年4月24日  | ISBN 4-09-138739-X | 2018年12月11日 | ISBN 978-957-107689-8 |

| 冊數 | 小學館         | 小學館          |
| 冊數 | 發售日期       | ISBN            |
| ---- | -------------- | --------------- |
| 1    | 2003年8月9日   | ISBN 4091915116 |
| 2    | 2003年8月9日   | ISBN 4091915124 |
| 3    | 2003年9月13日  | ISBN 4091915132 |
| 4    | 2003年9月13日  | ISBN 4091915140 |
| 5    | 2003年10月15日 | ISBN 4091915159 |
| 6    | 2003年10月15日 | ISBN 4091915167 |
| 7    | 2003年11月15日 | ISBN 4091915175 |
| 8    | 2003年11月15日 | ISBN 4091915183 |
| 9    | 2003年12月13日 | ISBN 4091915191 |
| 10   | 2003年12月13日 | ISBN 4091915205 |

### 小説
外傳小說系列為講述各朱雀和青龍七星士遇上巫女前的故事，由西崎惠編寫，插畫由原作者渡瀨悠宇負責。全13卷。
1. 夢幻遊戲 外傳 幻狼傳
2. 夢幻遊戲 外傳 昇龍傳
3. 夢幻遊戲 外傳 雪夜叉傳
4. 夢幻遊戲 外傳 流星傳
5. 夢幻遊戲 外傳 朱雀悲傳
6. 夢幻遊戲 外傳 青藍傳
7. 夢幻遊戲 外傳 永光傳（上）
8. 夢幻遊戲 外傳 永光傳（下）
9. 夢幻遊戲 外傳 朱玉傳
10. 夢幻遊戲 外傳 逢命傳
11. 夢幻遊戲 外傳 優愛傳
12. 夢幻遊戲 外傳 三寶傳（上）
13. 夢幻遊戲 外傳 三寶傳（下）

### 插畫集
- 《不思議遊戯 - 渡瀬悠宇插畫集》（小学館）

1995年4月25日發售、ISBN 4-09-199701-5
- 《不思議遊戯 ANIMATION WORLD - 渡瀬悠宇插畫集 Part2》（小学館）

1996年1月26日發售、ISBN 4-09-199702-3

## 電視動畫

### 製作團隊
- 原作 - 渡瀬悠宇（小学館文庫刊）
- 監督 - 亀垣一
- 系列構成 - 浦澤義雄
- 人物設計、各話片尾總作畫監督- 本橋秀之
- 美術監督 - 長崎齊
- 重要色彩設計 - 長島真弓
- 色彩設計 - いわみみか
- 開頭動畫 - 金田伊功、楠本祐子、田中比呂人
- 撮影監督 - 石塚知義
- 音楽 - 本間勇輔
- 音響監督 - 清水勝則
- 動畫製作負責人 - 青木茂雄
- 製作人 - 岩田圭介（東京電視台）、木村京太郎、萩野賢
- 製作 - 東京電視台、讀賣廣告社、Studio Pierrot

### 主題曲
| 類別   | 歌曲                         | 作詞       | 作曲     | 編曲       | 主唱                           |
| ------ | ---------------------------- | ---------- | -------- | ---------- | ------------------------------ |
| 片頭曲 | 「」（為了心愛的人）         | 青木久美子 | 清岡千穂 | 矢野立美   | 佐藤朱美                       |
| 片尾曲 | 「」（令人心跳的導火線）     | 里乃塚玲央 | 家原正嗣 | 山中紀昌   | 今野友加里                     |
| 片尾曲 | 「」（風的旋律）             | 柚木美祐   | 家原正嗣 | 戸塚修     | 坂本千夏（僅33話）             |
| 片尾曲 | 「for Epilogue...（ときめきの導火線+いとおしい人のために）」      |            |          |            | 今野友加里+ 佐藤朱美（僅52話） |
| 片尾曲 | 「」（你應該已知道）         | 佐藤朱美   | 清岡千穗 | 土屋真奈部 | 佐藤朱美                       |
| 插曲   | 「」(47話，33話；柳宿角色歌) | 里乃塚玲央 | 家原正嗣 | 山中紀昌   | 今野友加里                     |

### 各話列表
| 話數                 | 播放日               | 日文標題             | 中文標題              | 腳本                 | 分鏡                 | 演出                 | 作畫監督             |
| 朱雀篇（七星士之旅） | 朱雀篇（七星士之旅） | 朱雀篇（七星士之旅） | 朱雀篇（七星士之旅）  | 朱雀篇（七星士之旅） | 朱雀篇（七星士之旅） | 朱雀篇（七星士之旅） | 朱雀篇（七星士之旅） |
| -------------------- | -------------------- | -------------------- | --------------------- | -------------------- | -------------------- | -------------------- | -------------------- |
| 第1章                | 1995年 4月6日        |                      | 傳說的少女            | 浦澤義雄             | 亀垣一               | 亀垣一               | 本橋秀之             |
| 第2章                | 4月13日              |                      | 朱雀的巫女            | 阪口和久             | 湊屋夢吉             | 湊屋夢吉             | 本木久年             |
| 第3章                | 4月20日              |                      | 朱雀七星              | 浦澤義雄             | 鴫野彰               | 鴫野彰               | 広田麻由美           |
| 第4章                | 4月27日              |                      | 沒有交集的思緒        | 阪口和久             | 西澤晋               | 亀垣一               | 本橋秀之             |
| 第5章                | 5月4日               |                      | 迷網的心              | 浦澤義雄             | 池上誉優             | 島崎奈奈子           | 菅野宏紀             |
| 第6章                | 5月11日              |                      | 就算犧牲自己          | 阪口和久             | 坂本郷               | 貞光紳也             | 本木久年             |
| 第7章                | 5月18日              |                      | 歸心似箭              | 浦澤義雄             | 亀垣一               | 亀垣一               | 本橋秀之             |
| 第8章                | 5月25日              |                      | 想再見面              | 浦澤義雄             | 鴫野彰               | 広田麻由美           | 広田麻由美           |
| 第9章                | 6月1日               |                      | 看不見的敵人          | 阪口和久             | 鍋島修               | 鍋島修               | 時矢義則             |
| 第10章               | 6月8日               |                      | 被囚禁的少女          | 浦澤義雄             | 坂本郷               | 篠原俊哉             | 本木久年             |
| 第11章               | 6月15日              |                      | 青龍巫女              | 阪口和久             | 西澤晋               | 西澤晋               | 本橋秀之             |
| 第12章               | 6月22日              |                      | 只有你                | 浦澤義雄             | 貞光紳也             | 元永慶太郎           | 菅野宏紀             |
| 第13章               | 6月29日              |                      | 因為愛                | 阪口和久             | 鴫野彰               | 広田麻由美           | 本木久年             |
| 第14章               | 7月6日               |                      | 碉堡之狼              | 浦澤義雄             | 亀垣一               | 亀垣一               | 本橋秀之             |
| 第15章               | 7月13日              |                      | 復活之鄉              | 吉村元希             | 西澤晋               | 元永慶太郎           | 山澤實               |
| 第16章               | 7月20日              |                      | 可悲的戰鬥            | 浦澤義雄             | 鍋島修               | 鍋島修               | 時矢義則             |
| 第17章               | 7月27日              |                      | 邂逅之音              | 吉村元希             | 西澤晋               | 西澤晋               | 本橋秀之             |
| 第18章               | 8月3日               |                      | 戀慕的陷阱            | 浦澤義雄             | 織田美浩             | 織田美浩             | 本木久年             |
| 第19章               | 8月10日              |                      | 被撕裂的愛            | 阪口和久             | 牧野滋人             | 石原立也             | 才谷梅太郎           |
| 第20章               | 8月17日              |                      | 沒希望的願望          | 浦澤義雄             | 亀垣一               | 亀垣一               | 本橋秀之             |
| 第21章               | 8月24日              |                      | 為了保護你            | 吉村元希             | 牧野滋人             | 牧野滋人             | 山澤實               |
| 第22章               | 8月31日              |                      | 再也不分離            | 浦澤義雄             | 鍋島修               | 鍋島修               | 時矢義則             |
| 第23章               | 9月7日               |                      | 謀略的預兆            | 阪口和久             | 西澤晋               | 西澤晋               | 本橋秀之 窪詔之      |
| 第24章               | 9月14日              |                      | 火焰的決心            | 浦澤義雄             | 織田美浩             | 織田美浩             | 中田雅夫             |
| 青龍篇（神座寶之旅） |                      |                      |                       |                      |                      |                      |                      |
| 第25章               | 9月21日              |                      | 愛與悲傷              | 吉村元希             | 石山貴明             | 黑田やすひろ         | 兒山昌弘             |
| 第26章               | 9月28日              |                      | 星見祭之夜            | 浦澤義雄             | 嵯峨敏               | 嵯峨敏               | 清水健一             |
| 第27章               | 10月5日              |                      | 立誓的墓碑            | 阪口和久             | 亀垣一               | 亀垣一               | 本橋秀之             |
| 第28章               | 10月12日             |                      | 第1節 總集篇 古昔之旅 | 不適用               | 不適用               | 不適用               | 不適用               |
| 第29章               | 10月19日             |                      | 開始行動之謎          | 浦澤義雄             | 西澤晋               | 西澤晋               | 本橋秀之 窪詔之      |
| 第30章               | 10月26日             |                      | 戰爭的閃光            | 吉村元希             | 鍋島修               | 鍋島修               | 時矢義則             |
| 第31章               | 11月2日              |                      | 不安的漩渦            | 浦澤義雄             | 牧野滋人             | 牧野滋人             | 山澤實               |
| 第32章               | 11月9日              |                      | 朱雀的星宿殉難了      | 阪口和久             | 西澤晋               | 島崎奈奈子           | 本木久年             |
| 第33章               | 11月16日             |                      | 柳宿永遠的別離        | 浦澤義雄             | 亀垣一               | 亀垣一               | 本橋秀之             |
| 第34章               | 11月23日             |                      | 冰的防人              | 吉村元希             | 権俵及造             | 黒田やすひろ         | 兒山昌弘             |
| 第35章               | 11月30日             |                      | 奈落的海市蜃樓        | 浦澤義雄             | 貞光紳也             | 貞光紳也             | 山澤實               |
| 第36章               | 12月7日              |                      | 被蹂躪的愛            | 浦澤義雄             | 織田美浩             | 織田美浩             | 中田雅夫             |
| 第37章               | 12月14日             |                      | 眩惑的溫情            | 浦澤義雄             | 牧野滋人             | 牧野滋人             | 本木久年             |
| 第38章               | 12月21日             |                      | 心如黎明              | 阪口和久             | 西澤晋               | 西澤晋               | 本橋秀之             |
| 第39章               | 12月25日             |                      | 妖惑的幻覺            | 浦澤義雄             | 鍋島修               | 鍋島修               | 時矢義則             |
| 第40章               | 1996年 1月4日        |                      | 虛偽的愛              | 吉村元希             | 島崎奈奈子           | 島崎奈奈子           | 佐佐木守             |
| 第41章               | 1月11日              |                      | 復活的陽光            | 浦澤義雄             | 権俵及造             | 黒田やすひろ         | 兒山昌弘             |
| 第42章               | 1月18日              |                      | 越不過的阻礙          | 阪口和久             | 亀垣一               | 亀垣一               | 本橋秀之             |
| 第43章               | 1月25日              |                      | 訣別的到來            | 浦澤義雄             | 貞光紳也             | 貞光紳也             | 本木久年             |
| 第44章               | 2月1日               |                      | 剎那的攻防            | 吉村元希             | 西澤晋               | 西澤晋               | 奥田万つ里           |
| 第45章               | 2月8日               |                      | 分歧的光芒            | 浦澤義雄             | 織田美浩             | 織田美浩             | 中田雅夫             |
| 第46章               | 2月15日              |                      | 虛幻的少年            | 阪口和久             | 貞光紳也             | 貞光紳也             | 山澤實               |
| 第47章               | 2月22日              |                      | 鎮魂之空              | 浦澤義雄             | 西澤晋               | 西澤晋               | 本橋秀之             |
| 第48章               | 2月29日              |                      | 犧牲自己也在所不惜    | 吉村元希             | 鍋島修               | 鍋島修               | 時矢義則             |
| 第49章               | 3月7日               |                      | 華麗的典禮            | 浦澤義雄             | 牧野滋人             | 牧野滋人             | 山澤實               |
| 第50章               | 3月14日              |                      | 贖罪的時刻            | 阪口和久             | 貞光紳也             | 貞光紳也             | 本木久年             |
| 第51章               | 3月21日              |                      | 受託的冀望            | 吉村元希             | 亀垣一               | 亀垣一               | 本橋秀之             |
| 第52章               | 3月28日              |                      | 為了心愛的人          | 浦澤義雄             | 亀垣一               | 亀垣一               | 本橋秀之             |

### 播放電視台
| 放送地域       | 放送局       | 放送期間                     | 放送曜日 時間              | 放送区分   |
| -------------- | ------------ | ---------------------------- | -------------------------- | ---------- |
| 關東廣域圏     | 東京電視台   | 1995年4月6日 - 1996年3月28日 | 星期四 18時00分 - 18時30分 | 東京電視台 |
| 大阪府         | 大阪電視台   | 1995年4月6日 - 1996年3月28日 | 星期四 18時00分 - 18時30分 | 東京電視台 |
| 愛知縣         | 愛知電視台   | 1995年4月6日 - 1996年3月28日 | 星期四 18時00分 - 18時30分 | 東京電視台 |
| 北海道         | 北海道電視台 | 1995年4月6日 - 1996年3月28日 | 星期四 18時00分 - 18時30分 | 東京電視台 |
| 岡山縣・香川縣 | 瀨戶內電視台 | 1995年4月6日 - 1996年3月28日 | 星期四 18時00分 - 18時30分 | 東京電視台 |
| 福岡縣         | TVQ九州播放  | 1995年4月6日 - 1996年3月28日 | 星期四 18時00分 - 18時30分 | 東京電視台 |
| 京都府         | KBS京都      | 1995年4月 - 1996年3月        |                            | 独立UHF局  |
| 和歌山縣       | 和歌山電視台 | 1995年4月 - 1996年3月        |                            | 独立UHF局  |
| 富山縣         | 鬱金香電視台 | 1995年4月 - 1996年4月        |                            | TBS系列    |
| 岩手縣         | IBC岩手放送  | 1995年4月 - 1996年4月        |                            | TBS系列    |
| 東京都         | TOKYO MX     | 2007年8月1日 - 2008年7月23日 | 星期三 18時30分 - 19時00分 | 獨立UHF局  |

| 日本 東京電視台 星期四 18:00-18:30節目 | 日本 東京電視台 星期四 18:00-18:30節目     | 日本 東京電視台 星期四 18:00-18:30節目 |
| -------------------------------------- | ------------------------------------------ | -------------------------------------- |
|                                        | ふしぎ遊戯 （1995年4月6日－1996年3月28日） |                                        |
| 新粉紅豹                               | 水色時代                                   |                                        |

## OVA

### 動畫原創劇情 不思議遊戲（OVA1）
鬼宿在戰爭結束仍活在現實世界裏，幾個月後他與美朱和奎介到盛岡替白虎巫女掃墓時，因同行的嚮導僧侶提議要不要去掃奧田家的墓，（僧侶還說多喜子跟她爸爸都在這裡），當走到奧田家墓時，突然間鬼宿被玄武巫女的聲音引導下突然地消失了。當他醒來時驚見自己已身處「紅南國」，鬼宿想起鳳綺應該還在便跑到皇宮去，但是他見到的竟是星宿的曾孫子饒肅。原來紅南國在上次與俱東國一戰後已過了50年，朱雀七星亦已不在......當鬼宿要進朱雀廟卻被紅光彈開，被認為是騙子遭到鞭刑扔到野外！鬼宿茫然地一直走想去找太一君，卻見到一名女人花婉捧著衣服對鬼宿說「心宿大人，我等您很久了」⋯⋯此時鬼宿額頭發出藍光上面寫著『心』字！同時場景一轉井宿跟翼宿還在鬥嘴，忽然井宿感應到鬼宿氣息......這一切究竟是......。

#### 工作人員（OVA1）
- 原作 - 渡瀬悠宇
- 監督 - 龜垣一
- 編劇 - 吉村元希
- 故事板・演出 - 龜垣一
- 人物設計・作畫監督 - 本橋秀之
- 美術監修 - 池田祐二
- 美術監督 - 長崎齊
- 音樂 - 本間勇輔
- 音樂總監 - 藤田昭彦
- 音響監督 - 清水勝則
- 効果 - 加藤昭二
- 調整 - 成清量、武藤雅人
- 動畫製作 - スタジオぴえろ
- 監製 - 菅野知津子、本間道幸、菊池晃一
- 製作 - Bandai Visual、Studio Pierrot、Movic

#### 主題曲
| 類別   | 歌曲                   | 作詞       | 作曲     | 編曲       | 歌       |
| ------ | ---------------------- | ---------- | -------- | ---------- | -------- |
| 片頭曲 | 「夜が明ける前に」     | 佐藤朱美   | 芦沢和則 | 大友博輝歌 | 佐藤朱美 |
| 片尾曲 | 「明日の私を信じたい」 | 青木久美子 | 清岡千穂 | 山中紀昌   | 石塚早織 |
| 插曲   | 「Voice」              | 青木久美子 | 家原正嗣 | 山中紀昌   | 綠川光   |

#### 各話標題（OVA1）
繼電視動畫完結後的動話原創劇情。共3章。
| 章數  | 日文標題                | 中文標題   | 發售日期       |
| ----- | ----------------------- | ---------- | -------------- |
| 第1章 | 失ひし絆                | 失去的羈絆 | 1996年10月25日 |
| 第2章 | 悲しき閃光              | 悲傷的閃光 | 1996年12月18日 |
| 第3章 | 別離（わかれ）...そして | 離別以後   | 1997年2月25日  |

花絮特典
1. 不思議遊戲 慰安公車旅行〜禁断の女誠温泉篇 1
2. 不思議遊戲 慰安公車旅行〜禁断の女誠温泉篇 2
3. 不思議遊戲 慰安公車旅行〜禁断の女誠温泉篇 3...感動的最終回

### 不思議遊戲 第二部（OVA2）
鬼宿為了能和美朱在一起，決定放棄自己在書中的記憶，靠著神獸朱雀的力量轉生到現實世界，鬼宿更改名為「宿南魏」和美朱再度重逢。而鬼宿的記憶則封印成為記憶球，散落在眾位南方七星士的家裡。有一天美朱在夢中看到朱雀向自己求救。經過一段時間終於適應叫魏的名字的美朱，她的學校來了一個轉學生祀行斂，小唯感到他有點怪異。放學後，美朱和魏在學校的天台上對話，祀行斂出現更企圖傷害二人。結果魏和美朱兩人從天台墜下，但是突然出現強光，二人消失在空中。原來他們回到書中的紅南國。透過太一君得悉由於封印天罡需要四神的力量，但是朱雀為了讓鬼宿轉生而失去太多能量，結果天罡再次破解封印。為了求回四神天地書，他們必須踏上尋回鬼宿的記憶球的旅程，以恢復朱雀的神力。但是天罡的四位手下地熬之神相繼出現阻止，最終他們會怎麼樣呢？

#### 工作人員（OVA2）
- 原作 - 渡瀬悠宇
- 監督 - 龜垣一
- 編劇 - 吉村元希
- 故事板・演出 - 龜垣一
- 人物設計・作画監督 - 本橋秀之
- 美術監修 - 池田祐二
- 美術監督 - 長崎齊
- 美術設定 - 高田茂祝
- 色彩設定・色指定 - いわみみか
- 完成檢查 - 瀧口佳子
- 特殊効果 - 池田健司
- 音響監督 - 清水勝則
- 音樂 - 本間勇輔
- 音樂總監 - 藤田昭彦
- 効果 - 加藤昭二
- 調整 - 西澤規夫、武藤雅人
- 監製 - 菅野知津子、本間道幸、菊池晃一
- 製作 - Bandai Visual、Studio Pierrot、Movic

#### 主題曲（OVA2）
| 類別   | 歌曲               | 作詞       | 作曲     | 編曲     | 歌          |
| ------ | ------------------ | ---------- | -------- | -------- | ----------- |
| 片頭曲 | 「Star」           | 青木久美子 | 浅岡千穂 | 矢野立美 | 佐藤朱美    |
| 片尾曲 | 「夢かもしれない」 | 青木久美子 | 家原正嗣 | 山中紀昌 | The S・h・e |

#### 各話標題（OVA2）
此為原作漫畫（14～18集）第二部的改編OVA。共6章。
| 天罡之戰 | 天罡之戰                 | 天罡之戰               | 天罡之戰       |
| 章數     | 日文標題                 | 中文標題               | 發售日期       |
| -------- | ------------------------ | ---------------------- | -------------- |
| 第一章   | 蠱惑の胎動               | 蠱惑的胎動             | 1997年5月25日  |
| 第二章   | 沈黙の童                 | 沉默之童               | 1997年9月25日  |
| 第三章   | 転生の発露               | 轉生的加冕             | 1997年12月18日 |
| 第四章   | 友誼の焔                 | 友誼的火燄             | 1998年2月25日  |
| 第五章   | 儚き水鏡                 | 儚之水鏡               | 1998年5月25日  |
| 第六章   | 未来（あした）逢うために | 未來（明日），為了重逢 | 1998年10月25日 |

花絮特典
- 動畫版 不思議惡作劇

制作時的錯誤，雖然第一章是讀作「不思議惡作劇」，第二章改為「不思議惡戲」。

### 不思議遊戲 -永光傳- （OVA3）
美朱高中畢業後與魏婚後懷孕，本應享受美好生活，但暗戀魏之女學生意外得到四神天地書，開啟後進入書中，並想取代美朱成為朱雀巫女，目的是改寫歷史，奪去美朱的一切包括她的身份。可是這樣會令美朱的胎兒及性命隨時不保，知道事情的魏為了拯救美朱將再次進入四神天地書。可是當他到達裡面卻發現世界被一層陰霾所覆蓋，昔日光彩的紅南國變得黯然失色，四周都變成破瓦頹垣。黑色的朱雀和其餘三方神也不停的破壞，讓生靈塗炭。若要拯救書中的世界就必須尋回七星士，可是經過OVA2的事件，井宿和翼宿就像失蹤一樣沒再出現，而星宿、柳宿、軫宿、張宿已經轉身為另外一個肉體。在茫茫人海中到底要怎樣找到他們，身體逐漸消失的真夜、四神天地書、美朱和魏的命運將會如何？

#### 工作人員（OVA3）
- 原作 - 渡瀬悠宇
- 作者 - 西崎めぐみ（小学館Pallet文庫刊）
- 監督 - 島崎奈奈子
- 編劇 - 佐藤博暉
- 人物設計 - 本橋秀之
- 作畫監督 - 窪詔之
- 美術監督 - 高田茂祝
- 色彩設計 - いわみみか
- 撮影監督 - 石塚知義
- 音響監督 - 清水勝則、鈴木裕子
- 音樂 - 酒井良
- 監製 - 上田文郎、押切万輝、園部幸夫、HIROE TSUKAMOTO
- 動畫製作 - ぴえろ
- 製作 - 小学館、ぴえろ、FCC、PIONEER ENTERTAINMENT

#### 主題曲（OVA3）
| 類別   | 歌曲                      | 作詞     | 作曲   | 編曲   | 歌       |
| ------ | ------------------------- | -------- | ------ | ------ | -------- |
| 片頭曲 | 「地上の星座」            | 森由里子 | 酒井良 | 酒井良 | 上野洋子 |
| 片尾曲 | 「YES-ここに永遠がある-」 | 森由里子 | 酒井良 | 酒井良 | 子安武人 |

#### 各話標題（OVA3）
小説「不思議遊戲 外傳」第7&8章動畫化的OVA系列。全4章。
| 章數   | 日文標題／中文標題 | 發售日期       |
| ------ | ------------------ | -------------- |
| 第一章 | 神話開玄           | 2001年12月21日 |
| 第二章 | 流砂彷白           | 2002年2月25日  |
| 第三章 | 七星青輪           | 2002年4月25日  |
| 第四章 | 朱翼光臨           | 2002年6月25日  |

## 遊戲
以『不思議遊戲 朱雀異聞』為標題，Otomate由2008年5月29日開始發售的PlayStation 2遊戲。
在2009年6月25日，『不思議遊戲 玄武開伝 外傳 鏡之巫女』與『不思議遊戲 朱雀異聞』合併起來，任天堂DS軟件『不思議遊戲DS』發售。並附送限定版廣播劇CD的朱雀篇『朱雀七星士、柳宿争奪戰!?』與玄武篇『午夜中的激鬥! 尋找伝說中的蘑菇』。
在此，朱雀巫女與青龍巫女不再是美朱與唯。聲優也在廣播CD・動畫版中大幅被改動。

### 配音一覧
朱雀
- 本作主角：鳳圓（おおとり まどか） - 沒有配音
- 鬼宿 - 宮野真守
- 星宿 - 小西克幸
- 柳宿 - 皆川純子
- 翼宿 - 鳥海浩輔
- 軫宿 - 三宅健太
- 井宿 - 宮田幸季
- 張宿 - 木村亞希子

青龍
- 青龍巫女 - 冰室深咲（ひむろ みさき）声 - 小野涼子
- 心宿 - 成田劍
- 角宿 & 亢宿 - 柿原徹也
- 房宿 - 本名陽子
- 氐宿 - 中村悠一
- 尾宿 - 乃村健次
- 箕宿 - 山内奈緒

玄武
- 虛宿 - 岩永哲哉
- 斗宿 - 檜山修之

白虎
- 婁宿 - 楠田敏之

其他
- 太一君 - 葛西佐紀
- 兄 - 野宮一範
- 少華 - 片貝まこ
- 土黙勒 - 西松和彦
- 鬼宿父親 - 杉崎亮
- 結蓮 - 和田カヨ
- 忠榮 - 菊池心

### 主題曲（遊戲）
| 類別   | 歌曲          | 作詞     | 作曲     | 編曲         | 歌       |
| ------ | ------------- | -------- | -------- | ------------ | -------- |
| 片頭曲 | 「Discovery」 | 田中秀典 | 野間康介 | Jin Nakamura | 宮野真守 |

## 舞台劇
雖然以幻想少女◎冒险『不思議遊戲』的標題舞台化作品，在2010年10月中野ザ・ポケット中上演。
舞台劇『不思議遊戲』，於2015年3月品川王子飯店 社eX中上演。編劇是上野惠子，演出由奥野直義擔當。主演由Golden Bomber的喜矢武豊擔任。

### 主要角色（2010年版）
- 夕城美朱 - 橋本愛奈（THE Possible）
- 鬼宿 - 平野良
- 星宿 - 植野堀まこと
- 柳宿 - 宮地真緒
- 翼宿 - 小澤亮太
- 軫宿 - 中村康介
- 井宿 - 矢吹卓也
- 張宿 - 富田大樹
- 本郷唯 - 秋山ゆりか（THE Possible）
- 心宿 - 壽里
- 亢宿 - 齊藤祥太
- 角宿 - 齊藤慶太

### 主要角色（2015年版）
- 夕城美朱 - 伊藤梨沙子
- 鬼宿 - 喜矢武豊（Golden Bomber）
- 星宿 - 山本一慶
- 柳宿 - 染谷俊之
- 翼宿 - 碕理人
- 軫宿 - 広瀬友祐
- 井宿 - 古川裕太
- 張宿 - 未来
- 本郷唯 - 伊藤菜實子
- 亢宿 - 澤田怜央
- 心宿 - 吉岡佑

## 相關
日本，於公元694〜710年間所建築的「高松塚古墳」，裡頭的四神壁画，是此動漫的故事的起源。在漫畫中曾提到。

## 註腳
1. ↑  . Viz Media.   [2017-10-28]. （原始内容存档于2021-04-16）.
2. ↑  Loveridge, Lynzee. . Anime News Network. 2017-08-20  [2018-08-05]. （原始内容存档于2019-08-11）.
3. ↑  外傳小說中記載
4. ↑  .   [2015-01-28]. （原始内容存档于2020-02-19）.
5. 1 2  . Cinema Today. 2015-01-27  [2015-01-27]. （原始内容存档于2016-03-04）.

## 外部連結
- Studio Pierrot動畫官方網站（日語）
- TOKYO MX動畫官方網站（页面存档备份，存于）（日語）
- 不思议游戏 朱雀异闻官方网站（页面存档备份，存于）（日語）
- 不思议游戏DS官方网站（页面存档备份，存于）（日語）
- 互联网电影数据库（IMDb）上《夢幻遊戲》的资料（英文）